# 中國—尼日爾關係
中國—尼日爾关系（法語：Relations entre la Chine et la Niger），是指歷史上的中國和尼日爾、以至現在中華人民共和國與尼日爾共和國之間的雙邊關係。

## 歷史
中華人民共和國政府在1960年8月2日向時任尼日尔总理的哈馬尼·迪奧里發電報，祝賀尼日尔取得獨立；但是，迪奧里領導下的尼日尔在1963年與中華民國政府建交，又在聯合國大會討論中国代表權問題时反对讓中華人民共和國取得聯合國席位。其後，賽義尼·孔切掌政的尼日尔政府在1974年7月派員出访中國，同月与中華人民共和國建交；建交公报中，尼日尔承认中华人民共和国是唯一代表全體中国人民的合法政府，亦承认台湾是中华人民共和国的领土:187。建交後，中华人民共和国在尼日爾援建了一座拦水坝船闸:274。
1992年6月19日，尼日尔过渡政府無視中華人民共和國政府的異議，與中華民國政府復交；6月27日，经中国反复交涉，尼日尔总理办公厅发布公报，撤销与中华民国复交的决定；7月22日，尼日尔政府再发布公报，确认与中华民国复交的决定有效；7月30日，中華人民共和國抗議尼日尔違反在建交公报中的承諾，與尼日尔斷交:71。兩國斷交後，中國仍有民營企业继续在尼日尔經商:187。1996年易卜拉欣·巴雷·麥納薩拉发动军事政变上台執政，重視對華關係，中尼复交:190。
2021年12月，中国驻尼日尔大使蒋烽会见尼总统巴祖姆，巴祖姆总统称赞了中国之前在尼日尔的援建项目，对中国承建坎大基水电站项目表示支持。

## 經貿關係
2012年，中國出口到尼日爾的貨品總額約為34215萬美元，尼日爾則出口約9813萬美元到中國；中國出口機器、化學品、測量儀器等貨品到尼日爾，尼日爾出口到中國的貨品則包括化學品、礦產品等。截至2012年，中華人民共和國是尼日爾的最大进口來源地、第四大的出口目的地。
根據中國駐尼日爾大使館经商参赞处的說法，由於尼日爾的出口商品欠多元化，不能满足中國市场的需求，尼日爾一度錄得零出口來華，造成顺差；因此，中國在2004年承诺不向非洲最不发达国家徵收关税，希望能令尼日爾出口貨品到中國。

## 文化關係
除了經貿合作外，中國和尼日爾亦有签訂文教合作协議。在2008年，尼日爾有22.3萬人到中國留學，比該年出國留學的中國學生還要多。2010年，中国国际广播电台正式開始在尼日尔城市阿加德兹、马拉迪及津德尔播放法语和豪萨语节目。
尼日爾參與了中國2010年上海世界博覽會，其展館位於非洲聯合館，以「控制城市扩张，推动城市发展」為主題；展馆內有尼日尔的文物和手工藝品，也介紹了該國的農業和城市化发展。雖然尼日爾在同年發生了軍事政變，造成混亂，但尼日爾展區負責人表示在世博會參展的決心不會動搖。

## 援助
中華人民共和國曾多次向尼日爾提供援助。自2008年起，中石油在撒哈拉沙漠中興建原油开发基地、输油管道和煉油廠；此後，中国企業協助了尼日尔生产和加工石油，令尼日爾成為石油出口国，同時创造就业机会。2015年2月，時任尼日尔外交、合作及非洲一体化部部長穆罕默德·巴祖姆與中華人民共和國外交部部長王毅會晤，他感嘆是中国帮助尼日尔成功出產石油，王毅則表示中國願意和非洲國家合作发展。
自從兩國於1974年建交以来，中華人民共和國已派遣17队医疗队到尼日尔（截至2014年10月下旬）。2015年3月31日，中国驻尼日尔大使馆向當地一個慈善基金会捐赠磨麵机，希望能提升尼日尔貧窮人口的生产能力，改善他們的生活；同年4月，中華人民共和國政府向尼日爾提供逾萬台水泵和零配件，冀能令當地的粮食生產更為稳定。
中國曾在尼日尔城市尼亚美援建两所小學，其後又向這两所小學送贈教学和体育用品，並為两所学校增設水井和進行维修工程。
2021年2月19日，中国政府援尼日尔赛义尼·孔切将军大桥竣工通车，尼日尔总统穆罕默杜·伊素福、中国驻尼日尔大使张立军等出席在首都尼亚美举行的通车仪式。赛义尼·孔切将军大桥项目也是中国政府援尼日尔历史上规模最大的项目。